# محاولة انقلاب 1997 في زامبيا
في 28 أكتوبر 1997، وقعت محاولة انقلاب عسكري في زامبيا. لم يستمر الانقلاب أكثر من 3 ساعات ووقع بين الساعة 6 و9 صباحًا. عندما أعلن قائد الانقلاب، الكابتن سولو (ستيفن لونغو) من الجيش الزامبي، عبر هيئة الإذاعة الوطنية في زامبيا (ZNBC) أن انقلابًا قد حدث وأنه على الرئيس فريدريك شيلوبا التنحي عن السلطة.
تمّ إحباط محاولة الانقلاب، وقضى الكابتن سولو مدة 13 سنة في السجن بتهمة الخيانة، ولم يُطلق سراحه إلا عندما أصبح واضحًا أنه يعاني من مرض عضال.